# Eriopyga oroba
Eriopyga oroba är en fjärilsart som beskrevs av Druc 1889. Eriopyga oroba ingår i släktet Eriopyga och familjen nattflyn. Inga underarter finns listade i Catalogue of Life.